# 結果的加重犯
結果的加重犯（けっかてきかじゅうはん、けっかてきかちょうはん）とは、犯罪行為をなした際、予想していた以上の悪く重い結果を引き起こしてしまった場合に、その悪く重い結果についても罪に問い、より重く科刑する犯罪のことをいう。

## 実例
日本の法制度では、たとえば、傷害罪（刑法第204条）と傷害致死罪（刑法第205条）との関係がこれにあたる。
すなわち、相手に怪我をさせる意思で殴りつけ、その意思どおり怪我を負わせた場合は傷害罪に該当するが、怪我をさせる意思で殴りつけたところ、打ち所が悪く相手が死んでしまった場合には、結果的加重犯である傷害致死罪が適用され、より重い刑が科されることとなる。
なお、はじめから殺意をもって殴りつけたが相手を怪我させるにとどまった場合には、傷害罪ではなく殺人未遂罪となる。

## 結果的加重犯とされる罪
刑法上、結果的加重犯とされる犯罪を以下に例示する。
| 基本となる罪名 結果的加重犯の罪名                                  | 基本罪名条文 結果的加重犯条文      | 基本罪名の刑罰 結果的加重犯の刑罰                |
| ------------------------------------------------------------------ | ---------------------------------- | ------------------------------------------------ |
| 自己所有非現住建造物等放火 延焼（建造物等）                        | 第109条2項 第111条1項              | 懲役6月 - 7年 懲役3月 - 10年                     |
| 自己所有建造物等以外放火 延焼（建造物等） 延焼（他者建造物等以外） | 第110条1項 第111条1項 第111条2項   | 懲役1年以下または罰金 懲役3月 - 10年 懲役3年以下 |
| ガス漏出等 同致死傷                                                | 第118条1項 同2項                   | 懲役3年以下又は罰金 傷害の罪と比較して重い刑     |
| 往来妨害 同致死傷                                                  | 第124条1項 同2項                   | 懲役2年以下又は罰金 傷害の罪と比較して重い刑     |
| 汽車転覆等・往来危険汽車転覆等 同致死                              | 第126条1項2項・第127条 同3項       | 懲役3年 - 無期 無期懲役又は死刑                  |
| 浄水汚染 同致死傷                                                  | 第142条 第145条                    | 懲役6月以下又は罰金 傷害の罪と比較して重い刑     |
| 水道汚染 同致死傷                                                  | 第143条 第145条                    | 懲役6月 - 7年 傷害の罪と比較して重い刑           |
| 浄水毒物等混入 同致死傷                                            | 第144条 第145条                    | 懲役3年以下 傷害の罪と比較して重い刑             |
| 水道毒物等混入 同致死                                              | 第146条前段 同後段                 | 有期懲役2年以上 懲役5年 - 無期又は死刑           |
| 不同意わいせつ 同致死傷                                            | 第176条 第181条1項                 | 懲役6月 - 10年 懲役3年 - 無期                    |
| 不同意性交等 同致死傷                                              | 第177条 第181条2項                 | 有期懲役5年以上 懲役6年 - 無期                   |
| 特別公務員職権濫用 同致死傷                                        | 第194条 第196条                    | 懲役又は禁錮6月 - 10年 傷害の罪と比較して重い刑  |
| 特別公務員暴行陵虐 同致死傷                                        | 第195条1項2項 第196条              | 懲役又は禁錮7年以下 傷害の罪と比較して重い刑     |
| 傷害 傷害致死                                                      | 第204条 第205条                    | 懲役15年以下または罰金 有期懲役3年以上           |
| 同意堕胎 同致死傷                                                  | 第213条前段 同後段                 | 懲役2年以下 懲役3月 - 5年                        |
| 業務上堕胎 同致死傷                                                | 第215条 第216条                    | 懲役3月 - 5年 懲役6月 - 7年                      |
| 不同意堕胎 同致死傷                                                | 第215条 第216条                    | 懲役6月 - 7年 傷害の罪と比較して重い刑           |
| 遺棄 同致死傷                                                      | 第217条 第219条                    | 懲役1年以下 傷害の罪と比較して重い刑             |
| 保護責任者遺棄 同致死傷                                            | 第218条 第219条                    | 懲役3月 - 5年 傷害の罪と比較して重い刑           |
| 逮捕・監禁 同致死傷                                                | 第220条 第221条                    | 懲役3月 - 7年 傷害の罪と比較して重い刑           |
| 強盗 強盗致傷（強盗傷人） 強盗致死（強盗殺人）                     | 第236条1項 第240条前段 第240条後段 | 有期懲役5年以上 懲役6年 - 無期 無期懲役又は死刑  |
| 強盗・不同意性交等 同致死                                          | 第241条1項 同3項                   | 懲役7年 - 無期 無期懲役又は死刑                  |
| 建造物等損壊 同致死傷                                              | 第260条前段 同後段                 | 懲役5年以下 傷害の罪と比較して重い刑             |

注記
- 全ての結果的加重犯を網羅したものではない。
- また、学説上、結果的加重犯と解すべき否かが争われているものも多い。

## 学説上の問題点
結果的加重犯は「犯罪の行為者が意図しなかった結果（意図した以上の結果）」について処罰するものである。
現代の刑法学説では、おおむね世界標準の考え方として、「犯罪」は「構成要件該当性（犯罪として法の条文に定められた内容にあてはまっていること）」「違法性（法的に許されない不適切な行為であること）」「有責性（故意または過失があり、行為者に責任があるといえること）」の3条件がすべてそろっているものを意味することになっている。
注記
一般社会では、「結果を引き起こした以上、責任を追及しうる」という考え方が主流であろう。しかしながら刑法の世界ではそのようには考えず、厳密に上記3条件がそろうかどうかを検討する。
もし「意図しない重い結果についても当然に刑罰を重くする」とした場合には、逆に「意図しない軽い結果の場合には、当然に刑罰を軽くする」ことにしなければ、不整合である。「殺人の故意を持って行為に及んだが相手を殺すに至らなかった場合（無傷、あるいは怪我ですんだ場合）」、たとえば「狙ってピストルを撃ったが弾がはずれたために殺害に至らなかった場合」に、刑罰を軽くするのが相当であるか。もし「意図しなかったものであっても、結果に基づいて刑罰を下すのが相当である」とするならば、殺人未遂は殺人より軽い刑罰にしなければ論理的整合性が取れない（ただし、未遂に終わった場合、裁判官の裁量によって刑が軽減されることはある（刑法43条））（なお、この項目は、わかりやすさを優先した。法理論面では、十全の正しい説明ではない）。
この点で、結果的加重犯は、「犯罪の行為者が意図しなかった結果について処罰するもの」であり、結果について行為者には故意がないことから、果たして法理論的な整合性があるのかというややこしい問題を引き起こしている。たとえば以下の表の「2」のケースでは、傷害の故意はあるものの殺害の故意はなく、死亡させたことについて行為者にいかなる責任を求めうるのかという問題である。
|   | 行為 | 結果 | 故意の内容 | 罪刑（法的評価） |
| - | ---- | ---- | ---------- | ---------------- |
| 1 | 殴打 | 傷害 | 傷害の故意 | 傷害             |
| 2 | 殴打 | 死亡 | 傷害の故意 | 傷害致死         |
| 3 | 殴打 | 死亡 | 殺害の故意 | 殺人             |
| 4 | 殴打 | 傷害 | 殺害の故意 | 殺人未遂         |

最近では、この問題点を解決するために、上記「2」のような事例（結果的加重犯の事例）については、「傷害の故意しかなくても、死亡という結果を引き起こしたことについて、過失があったならば、責任を求めうる」という考え方が有力になりつつある。たとえば傷害をもくろんでの犯罪の結果として致死が生じた場合、死ぬ可能性があることを当然に考えるべきであったといえるならば、そこに重大な結果についての過失があるとし、過失責任に基づいて結果的加重犯とするという考え方である。逆の言い方をすれば、行為が、故意の範囲を越えた重大な結果を引き起こすことについて予想ができなければ（専門的には「予見可能性がない」という）、結果的加重犯として重く処罰することはできない、ということである。ただし、結果的加重犯の規定を持つ犯罪類型に関して、「予想せぬ重大な結果を引き起こしたこと」について過失が否定されることは、レアケースと思われる（つまり、結論においては現状とさほど変わらず、理論上の整備が行われたにとどまる）。
|    | 行為 | 結果 | 故意の内容 | 死亡についての故意・過失 | 罪刑（法的評価）             |
| -- | ---- | ---- | ---------- | ------------------------ | ---------------------------- |
| 1  | 殴打 | 傷害 | 傷害の故意 | （検討の要なし）         | 傷害                         |
| 2a | 殴打 | 死亡 | 傷害の故意 | 過失なし                 | 傷害（傷害致死にはならない） |
| 2b | 殴打 | 死亡 | 傷害の故意 | 過失あり                 | 傷害致死                     |
| 3  | 殴打 | 死亡 | 殺害の故意 | 故意あり                 | 殺人                         |
| 4  | 殴打 | 傷害 | 殺害の故意 | 故意あり                 | 殺人未遂                     |

この考え方は、改正刑法準備草案の第21条や改正刑法草案の第22条に盛り込まれたが、刑法改正ではもろもろの事情から内容の改定には踏み込まなかったため、2005年現在の刑法ではいまだ明文化されていない。